# Ban Senkhamphon
Ban Senkhamphon – wieś położona w południowo-wschodnim Laosie, w prowincji Attapu, w dystrykcie Phouvong.